# Stazione di Galati
La stazione di Galati è una stazione ferroviaria posta sulla linea Messina-Siracusa. Serve il centro abitato di Galati Marina, frazione del comune di Messina.